# 1월 25일
1월 25일은 그레고리력으로 25번째(윤년일 경우도 25번째) 날에 해당한다.

## 사건
- 41년 - 협상의 밤 이후 클라우디우스가 로마 상원에 의해 황제로 인정받았다.
- 750년 - 자브 강(江) 전투: 아바스 왕조의 반군이 우마이야 왕조의 군대를 패퇴시켰다. 이 전투의 결과로 우마이야 왕조가 멸망에 이르렀다.
- 1890년
  - 미국광산노동자연합이 설립됐다.
  - 미국의 기자 넬리 블라이가 72일간의 세계일주를 마치고 뉴욕으로 돌아왔다.
- 1945년 - 벌지 전투: 독일 최후의 대반격이 실패로 끝났다.
- 1971년 - 이디 아민이 쿠테타로 우간다의 정권을 장악했다.
- 1973년 - 전남 진도군 지산면 세포리 앞바다에서 목포발 조도행 68.8톤급 여객선 한성호가 침몰, 13명이 사망하고 48명이 실종됐다.
- 1991년 - 평화방송 노동조합의 파업 농성장에 공권력이 투입돼 농성중인 조합원을 연행했다.
- 1981년 - 마오쩌둥의 미망인 장칭이 반혁명죄로 사형 판결을 받았다.
- 2003년 - 한국에서 1·25 인터넷 대란이 일어났다.
- 2008년 - 삼성 특검:특검 수사팀은 새벽 3시 삼성화재 본사를 압수수색했다. 또한 서울 수유리, 수원의 삼성화재 전산센터와 과천의 그룹전산센터등 5곳에서도 압수수색을 동시에 진행하여 전산자료를 확보하였다. 특검 수사팀은 삼성 일가를 대리해 고가 미술품을 샀다는 의혹을 받고 있는 홍송원 서미 갤러리 대표를 소환조사하였다.
- 2009년 - 경기 서남부 부녀자 연쇄살인 사건 범인인 강호순이 검거되었다.
- 2010년 - 에티오피아 항공 409편이 레바논 인근 지중해에 추락했다.
- 2012년 - 문화방송 기자협회가 김재철 사장 퇴진을 요구하며 뉴스 제작을 거부했다.
- 2013년 - 울산 자매 살인 사건의 용의자인 김홍일이 사형을 선고받았다.
- 2015년 - 그리스에서 열린 총선에서 시리자가 압승을 거뒀다

## 문화
- 1924년 -  제1회 동계 올림픽이 프랑스 샤모니에서 개막됐다.
- 2005년 - 제주항공 설립
- 2006년 - 중앙고속도로 대동 분기점 ~ 동대구 분기점 구간이 개통되었다.
- 2017년 - 그룹 아이오아이가 공식 마지막 활동을 종료하였다.
- 2021년 - 싸이월드Z가 설립되었다

## 탄생
- 750년 - 비잔티움 제국의 황제 레온 4세. (~780년)
- 1627년 - 아일랜드의 과학자 로버트 보일. (~1691년)
- 1736년 - 프랑스의 수학자, 천문학자 조제프루이 라그랑주. (~1813년)
- 1739년 - 프랑스의 장군 샤를프랑수아 뒤 페리에 뒤무리에. (~1823년)
- 1759년 - 스코틀랜드 출신 영국의 시인, 서정시인(작사가) 로버트 번스. (~1922년)
- 1842년 - 조선의 성리학자 겸 의병장 유인석. (~1904년)
- 1860년 - 미국의 제31대 부통령 찰스 커티스. (~1936년)
- 1870년 - 스웨덴의 수학자 헬리에 본 코크. (~1950년)
- 1874년
  - 영국의 소설가 겸 극작가 윌리엄 서머싯 몸. (~1965년)
  - 영국의 종교인 휼렛 존슨. (~1966년)
- 1882년 - 영국의 소설가 버지니아 울프. (~1942년)
- 1886년
  - 독일의 지휘자, 작곡가 빌헬름 푸르트벵글러. (~1954년)
  - 프랑스의 테니스인 잔느 메티. (~1980년)
- 1903년 - 대한민국의 독립운동가 가네코 후미코. (~1926년)
- 1909년 - 일본의 바둑 기사 기타니 미노루. (~1975년)
- 1913년 - 폴란드의 작곡가 비톨트 루토스와프스키. (~1994년)
- 1917년 - 러시아의 화학자 일리야 프리고진. (~2003년)
- 1920년 - 대한민국의 공학자 김재근. (~1999년)
- 1925년 - 조선민주주의인민공화국의 정치인 리용무. (~2022년)
- 1926년 - 미국의 영화배우 테드 화이트. (~2022년)
- 1927년 - 브라질의 음악가 안토니우 카를루스 조빙. (~1994년)
- 1928년 - 소련의 정치인, 외교관, 조지아의 대통령 에두아르드 셰바르드나제. (~2014년)
- 1929년 - 미국의 색소폰연주자 베니 골슨. (~2024년)
- 1932년 - 대한민국의 성우 구민.
- 1933년 - 필리핀의 제11대 대통령 코라손 아키노.
- 1938년
  - 대한민국의 시인 이운룡. (~2022년)
  - 일본의 만화가 마쓰모토 레이지. (~2023년)
- 1940년 - 대한민국의 기업인, 정치인 안대륜.
- 1942년 - 포르투갈의 축구 선수 에우제비우. (~2014년)
- 1944년 - 대한민국의 한국화가 최해성.
- 1946년 - 미국의 정치인 쳇 컬버.
- 1947년 - 브라질의 전 축구 선수 토스탕.
- 1948년 - 오스트레일리아의 외교관, 언어학자 대니얼 케인. (~2021년)
- 1950년 - 대한민국의 대학 총장, 교육인 정영선.
- 1951년 - 대한민국의 가수 방주연.
- 1952년
  - 대한민국의 기자 출신 정치가 박병석.
  - 대한민국의 정치인 박윤배. (~2025년)
  - 대한민국의 시인이자 미술평론가 황지우.
- 1955년 - 프랑스의 영화감독 올리비에 아사야스.
- 1957년 - 대한민국의 미술가 김호연. (~2023년)
- 1959년 - 대한민국의 트로트 가수 김연자.
- 1960년
  - 대한민국의 정치인 유성엽. (~2025년)
  - 일본의 성우 나라하시 미키.
  - 대한민국의 배우 차화연.
- 1963년 - 이탈리아의 테너 가수 마르첼로 조르다니. (~2019년)
- 1965년 - 대한민국의 기업인 이호철.
- 1966년 - 대한민국의 지방의원 육미선. (~2024년)
- 1967년
  - 대한민국의 복싱 선수 이열우. (~2009년)
  - 일본의 성우 사사키 노조무.
  - 프랑스의 전 축구 선수 다비드 지놀라.
- 1968년 - 대한민국의 배우 김선경.
- 1969년 - 대한민국의 배우 박지영.
- 1970년 - 대한민국의 전 가수 김태우.
- 1971년 - 대한민국의 희극인, 배우 김진수.
- 1972년
  - 대한민국의 가수, 래퍼 김정남.
  - 대한민국의 희극인 리마리오.
- 1973년 - 미국의 만화가 제프 존스.
- 1974년
  - 대한민국의 외교관 출신 기업인 김일범.
  - 대한민국의 디자이너 조수용.
  - 우즈베키스탄의 권투 선수 웃키르베크 하이다로프.
  - 일본의 만화가 아시하라 히나코. (~2024년)
  - 포르투갈의 전 축구 선수 누누 이스피리투 산투.
- 1975년 - 대한민국의 성우 김민아.
- 1976년
  - 대한민국의 전 야구 선수 김성균.
  - 대한민국의 기업인 조원태.
  - 대한민국의 성우 송대선.
  - 스페인의 축구 선수 마누엘 파블로.
- 1978년
  - 우크라이나의 희극인, 대통령 볼로디미르 젤렌스키.
  - 세르비아의 사격 선수 안드리야 즐라티치.
- 1980년
  - 대한민국의 모델, 배우 장자연. (~2009년)
  - 미국의 전 프로레슬링 선수 미셸 매쿨.
  - 스페인의 전 축구 선수 차비 에르난데스.
  - 러시아의 전 유도 선수 이반 페르신.
- 1981년
  - 미국의 가수 앨리샤 키스.
  - 대한민국의 배우 추소영.
- 1982년
  - 일본의 가수, 배우 사쿠라이 쇼 (아라시).
  - 대한민국의 전 아나운서, 방송인 박선영.
- 1983년 - 대한민국의 기상 캐스터 김혜선.
- 1984년
  - 브라질의 축구 선수 호비뉴.
  - 독일의 축구 선수 슈테판 키슬링.
  - 잉글랜드의 축구 선수 패라 윌리엄스.
- 1985년
  - 대한민국의 전 가수, 배우 황정음.
  - 대한민국의 배우 수현.
  - 대한민국의 성우 이유리.
  - 대한민국의 가수, 래퍼 JJK.
  - 대한민국의 배우 정원영.
  - 대한민국의 유도 선수 김재범.
  - 미국의 배우 마이클 트레비노.
- 1986년
  - 일본의 전 축구 선수 다케이 다쿠야.
  - 대한민국의 모델 허경식. (~2016년)
- 1987년
  - 러시아의 테니스 선수 마리아 키릴렌코.
  - 프랑스의 배우 하프시아 헤르지.
- 1988년
  - 대한민국의 아나운서 박가영.
  - 대한민국의 배우 겸 크리에이터 최다은.
  - 러시아의 유도 선수 키릴 데니소프.
- 1989년 - 일본의 배우 타베 미카코.
- 1990년
  - 대한민국의 가수 준호 (2PM).
  - 대한민국의 가수 여은 (멜로디데이).
  - 대한민국의 리그 오브 레전드 프로게임단 코치 정제승.
- 1991년
  - 일본의 가수 세키구치 멘디.
  - 미국의 배우 아리아나 데보세.
  - 일본의 성우, 배우 키타무라 료.
  - 대한민국의 축구 선수 김동혁.
- 1992년
  - 대한민국의 아나운서 오효주.
  - 크로아티아 독일의 축구 선수 이바나 루델리치.
  - 대한민국의 가수 마린.
- 1993년
  - 대한민국의 아나운서 김희주.
  - 벨기에의 유도 선수 토마 니키포로브.
  - 대한민국의 가수, 싱어송라이터 G1nger.
  - 필리핀의 가수, 배우 카일리 파디야.
- 1995년
  - 대한민국의 골퍼 박지연.
  - 인도의 필드하키 선수 만디프 싱.
  - 일본의 배우, 댄서 사토 타이키.
- 1996년
  - 대한민국의 가수 승희 (오마이걸).
  - 대한민국의 배우 정혜린.
  - 스페인의 말리계 축구 선수 아다마 트라오레 디아라.
- 1997년 - 영국의 유도 선수 첼시 자일스.
- 1998년 - 대한민국의 축구 선수 조규성.
- 1999년
  - 중국의 가수 루카스 (NCT, WayV).
  - 대한민국의 성악가 정승원.
- 2000년
  - 대한민국의 배우 노윤서.
  - 대한민국의 축구 선수 김민성.
  - 벨기에의 자전거 경주 선수 렘코 에베네풀.
  - 남아프리카공화국의 배드민턴 선수 요하니타 스콜츠.
- 2002년 - 대한민국의 가수 V.et.
- 2005년 - 대한민국의 작가 문지영.
- 2008년 - 일본의 아이돌 하타케야마 노조미.
- 2012년 - 대한민국의 아역 배우 권예은.

### 미상
- 대한민국의 가수 만쥬. (만쥬한봉지)

## 사망
- 390년 - 초기 기독교의 교부 철학자 나지안조스의 그레고리우스. (329년~)
- 1891년 - 빈센트 반 고흐의 동생인 테오 반 고흐. (1857년~)
- 1947년 - 미국의 마피아 알 카포네. (1899년~)
- 1951년 - 미국의 정치인 월터 머독. (1880년~)
- 1957년 - 독일의 장군 프란츠 폰 바이에른 왕자. (1875년~)
- 1983년 - 영국의 봅슬레이 선수 로드니 소허. (1893년~)
- 1990년 - 미국의 배우 에바 가드너. (1922년~)
- 2004년 - 헝가리의 축구 선수 페헤르 미클로시. (1979년~)
- 2015년 - 그리스의 가수 데미스 루소스. (1946년~)
- 2016년 - 독일의 기자이자 언론인 위르겐 힌츠페터. (1937년~)
- 2017년
  - 대한민국의 정치인 구창림. (1941년~)
  - 미국의 배우 메리 타일러 무어. (1936년~)
- 2021년 - 대한민국의 래퍼 아이언. (1992년~)
- 2022년
  - 대한민국의 정치인 오인택. (1934년~)
  - 네덜란드의 축구 선수 빔 얀선. (1946년~)
- 2023년 - 미국의 영화배우 신디 윌리엄스. (1947년~)
- 2025년
  - 대한민국의 공무원 김재철. (1946년~)
  - 필리핀의 영화배우 글로리아 로메로. (1933년~)
  - 일본의 경영학자 노나카 이쿠지로. (1935년~)
  - 미국의 육상선수 그레그 벨. (1930년~)

## 기념일
- 유권자의 날: 인도
- 번스 나이트: 올드 랭 사인의 작사가 로버트 번스의 생일을 기념하는 날, 스코틀랜드, 스코틀랜드 지역사회
- 타티아나 데이: 러시아
- 아퍼지트 데이/반대의 날
- Criminon Day: 사이언톨로지교
- 대한민국 대체공휴일 - 2050년

## 같이 보기
- 전날: 1월 24일 다음날: 1월 26일 - 전달: 12월 25일 다음달: 2월 25일
- 음력: 1월 25일
- 모두 보기